# HMS Belleisle (1795)
Za druge ladje glejte HMS Belleisle.
HMS Belleisle je bila tretjestopenjska linijska ladja Kraljeve vojne mornarice.  
Zgrajena je bila v ladjedelnici Rochefort za Francosko vojno mornarico. Sprva so jo poimenovali Lion, nato pa Marat in Formidable.
Junija 1975 je bila zajeta med bitko za Groix blizu francoskega pristanišča Lorient in tako postala last Kraljeve vojne mornarice.
Toda zaradi dejstva, da je imela že ladjo Formidable, je bila preimenovana v Belleisle po otoku Belle Ile.